# Oludamola Osayomi
Oludamola Bolanle „Damola” Osayomi (ur. 26 czerwca 1986) – nigeryjska lekkoatletka, brązowa medalistka olimpijska z Pekinu w sztafecie 4 × 100 metrów.
W tej samej konkurencji zajęła 7. miejsca na igrzyskach olimpijskich w Atenach oraz podczas mistrzostw świata w Helsinkach. Biegła w sztafecie Afryki, która zajęła 3. miejsce w pucharze kontynentalnym (2010).
W startach indywidualnych najbardziej wartościowe osiągnięcia Nigeryjki to 6. miejsce na halowych mistrzostwach świata w biegu na 60 metrów oraz 5. lokata podczas pucharu kontynentalnego w 2010. Zdobywczyni złotego medalu igrzysk Wspólnoty Narodów (Nowe Delhi 2010) – pierwotnie była druga jednak kilka godzin po zakończeniu biegu zwyciężczyni, Sally McLellan, została zdyskwalifikowana za falstart. Nigeryjka została przyłapana na stosowaniu niedozwolonego dopingu i odebrano jej medal.
Sześciokrotna medalistka mistrzostw Afryki (2004-2012), pięciokrotna – igrzysk afrykańskich (2007, 2011). Złota medalistka mistrzostw Nigerii.

## Osiągnięcia sportowe

### Igrzyska olimpijskie
| Miejsce | Dzień       | Rok  | Miejscowość | Konkurencja        | Czas biegu | Strata   | Zwycięzca         |
| ------- | ----------- | ---- | ----------- | ------------------ | ---------- | -------- | ----------------- |
| 3.      | 22 sierpnia | 2008 | Pekin       | sztafeta 4 × 100 m | 43,04 s    | + 0,73 s | Rosja             |
| 4.      | 10 sierpnia | 2012 | Londyn      | sztafeta 4 × 100 m | 42,64 s    | + 1,82 s | Stany Zjednoczone |

### Mistrzostwa świata
| Miejsce | Dzień       | Rok  | Miejscowość | Konkurencja        | Czas biegu | Strata   | Zwycięzca               |
| ------- | ----------- | ---- | ----------- | ------------------ | ---------- | -------- | ----------------------- |
| 7.      | 13 sierpnia | 2005 | Helsinki    | sztafeta 4 × 100 m | 43,25 s    | + 1,47 s | Stany Zjednoczone       |
| 8.      | 27 sierpnia | 2007 | Osaka       | bieg na 100 m      | 11,26 s    | + 0,25 s | Veronica Campbell-Brown |
| 7.      | 4 września  | 2011 | Daegu       | sztafeta 4 × 100 m | 42,93 s    | + 1,37 s | Stany Zjednoczone       |

### Mistrzostwa Afryki
| Miejsce | Dzień      | Rok  | Miejscowość | Konkurencja        | Czas biegu | Strata   | Zwycięzca         |
| ------- | ---------- | ---- | ----------- | ------------------ | ---------- | -------- | ----------------- |
| 1.      | 1 maja     | 2008 | Addis Abeba | bieg na 100 m      | 11,22 s    | -        | -                 |
| 1.      | 2 maja     | 2008 | Addis Abeba | sztafeta 4 × 100 m | 43,79 s    | -        | -                 |
| 3.      | 4 maja     | 2008 | Addis Abeba | bieg na 200 m      | 22,83 s    | + 0,14 s | Isabel Le Roux    |
| 3.      | 29 lipca   | 2010 | Nairobi     | bieg na 100 m      | 11,22 s    | + 0,19 s | Blessing Okagbare |
| 1.      | 30 lipca   | 2010 | Nairobi     | sztafeta 4 × 100 m | 43,45 s    | -        | -                 |
| 1.      | 1 sierpnia | 2010 | Nairobi     | bieg na 200 m      | 23,36 s    | -        | -                 |
| 1.      | 29 czerwca | 2012 | Porto-Novo  | sztafeta 4 × 100 m | 43,21 s    | -        | -                 |

### Halowe mistrzostwa świata
| Miejsce | Dzień   | Rok  | Miejscowość | Konkurencja  | Czas biegu | Strata   | Zwycięzca       |
| ------- | ------- | ---- | ----------- | ------------ | ---------- | -------- | --------------- |
| 6.      | 7 marca | 2008 | Walencja    | bieg na 60 m | 7,26 s     | + 0,20 s | Angela Williams |

## Rekordy życiowe
- bieg na 100 metrów – 10,90 (2011) / 10,8 (2008)[12]
- bieg na 200 metrów – 22,74 (2008)